# Marc Augé
Marc Augé [mark óžé] (2. září 1935, Poitiers – 24. července 2023, Paříž) byl francouzský etnolog a antropolog, profesor École des hautes études en sciences sociales a v letech 1985–1995 její prezident.

## Život
Vystudoval klasické jazyky na École normale supérieure v Paříži a do roku 1970 pracoval ve francouzském Ústavu pro rozvojovou pomoc (IRD). Po svém zvolení na EHESS se zabýval terénními výzkumy v rovníkové Africe (Togo, Pobřeží slonoviny) a v Jižní Americe a zajímal se o způsoby, jak lidé pomocí symbolických systémů dodávají smysl svému životu a světu.
V 80. letech pokračoval v Jižní Americe, ale zabýval se stále víc antropologií současných evropských společností a důsledky moderní mobility a globalizace. Roku 1992 založil s kolegy Institut pro antropologii současných světů, kde se zabývá antropologií a historií kultury jako instituce.